# Cattedrale di Nostra Signora del Rosario (Cafayate)
La cattedrale di Nostra Signora del Rosario di Cafayate è la chiesa madre della prelatura territoriale di Cafayate in Argentina.

## Storia
La costruzione della chiesa risale al 1885. Andò a sostituire un'antica chiesa caduta in uno stato di deterioramento.

## Descrizione
L'edificio, di stile coloniale spagnolo, presenta una pianta a cinque navate. Rimangono solamente tre costruzioni con queste particolarità in tutto il Sudamerica.

## Galleria d'immagini

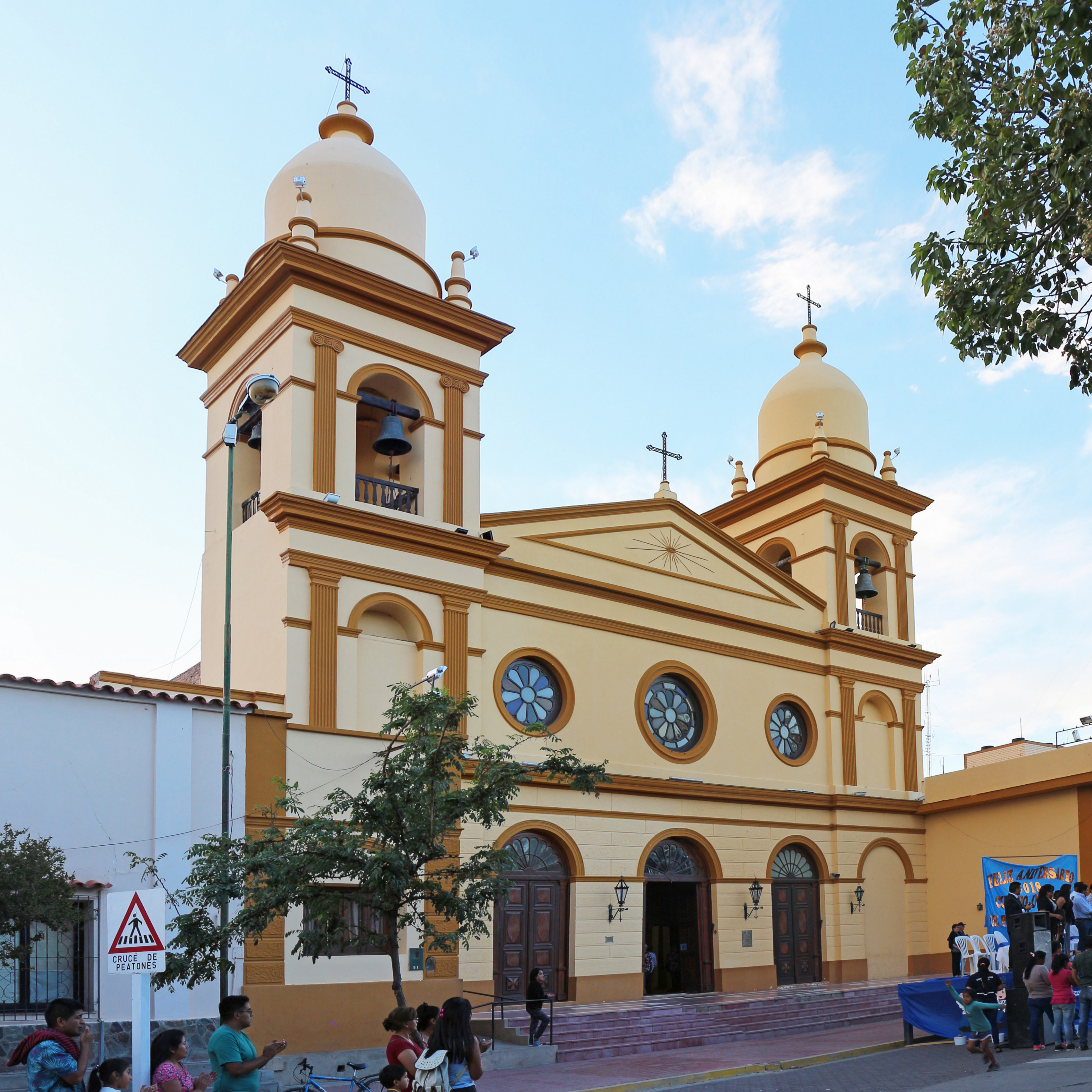
Facciata
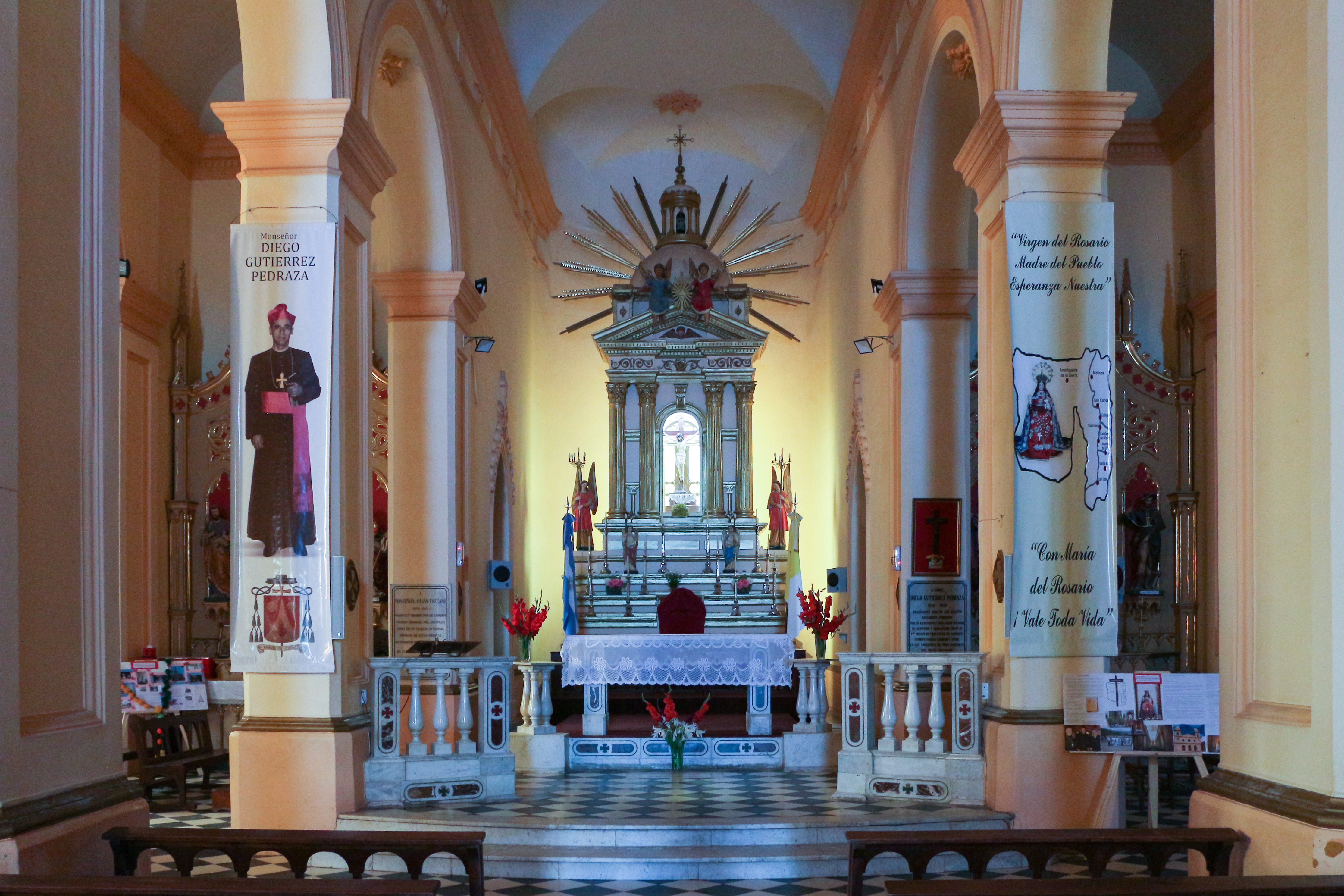
Altare
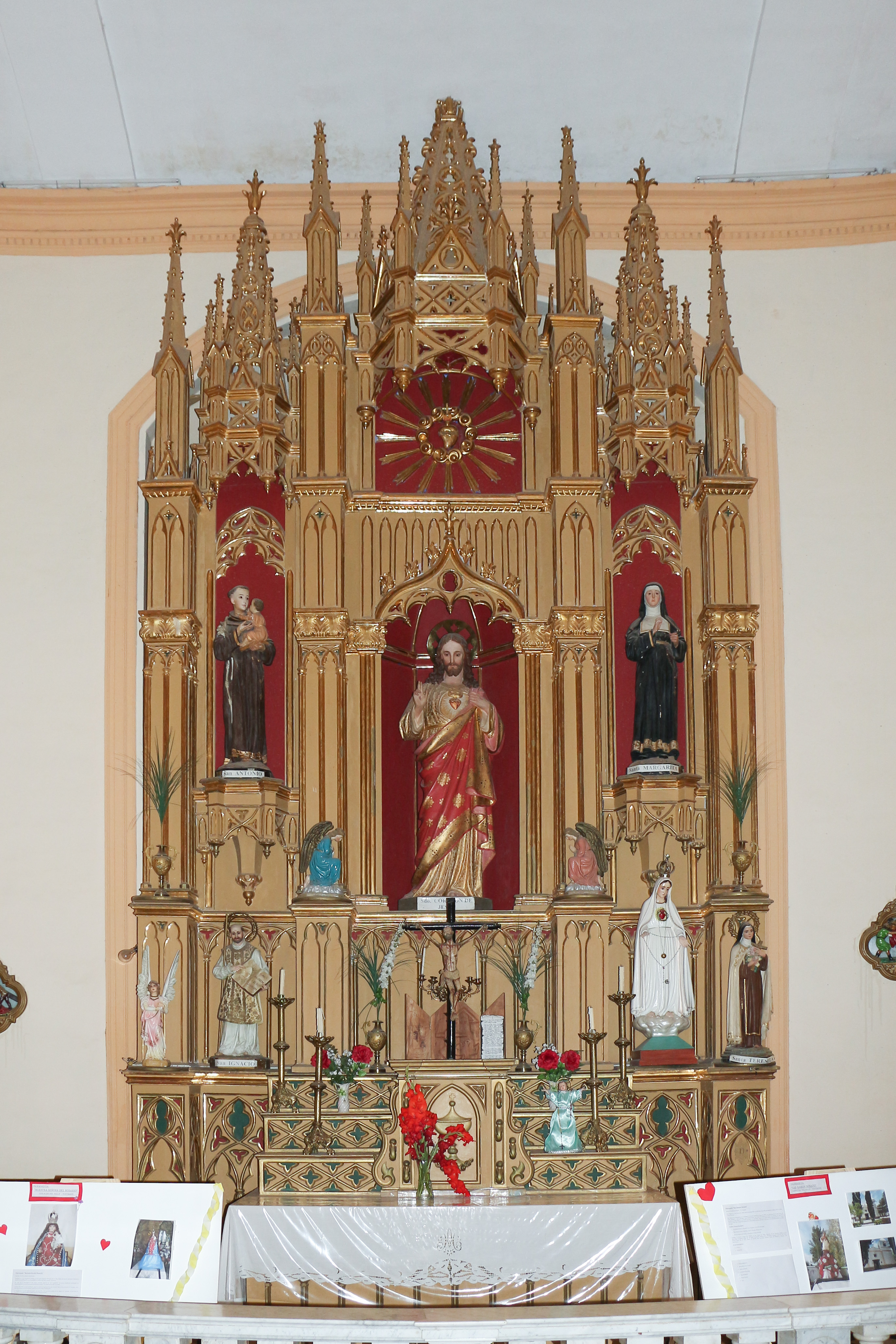
Interni
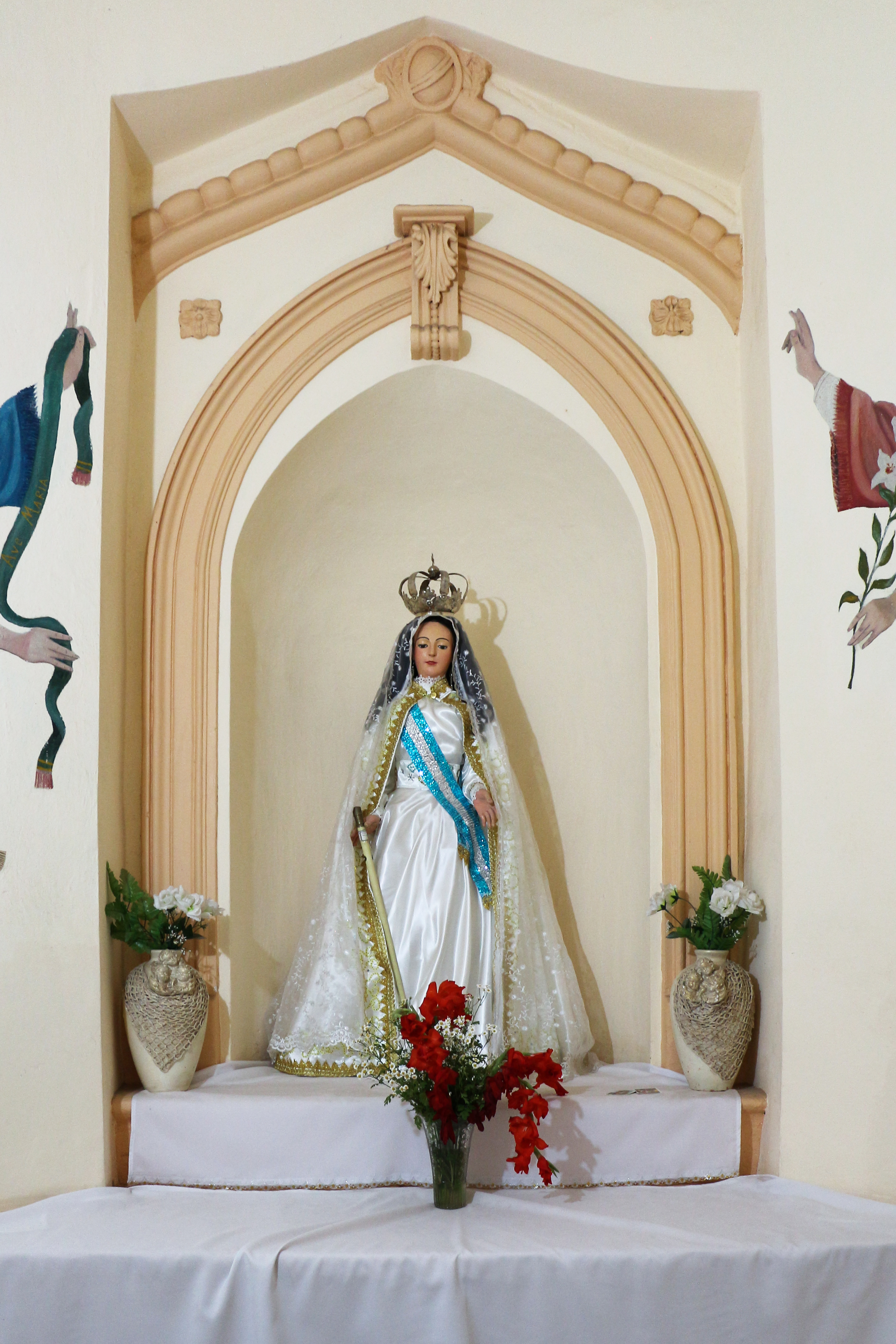
Interni